# Do You Really Want to Hurt Me
"Do You Really Want to Hurt Me" là một bài hát của nhóm nhạc người Anh quốc Culture Club nằm trong album phòng thu đầu tay của họ, Kissing to Be Clever (1982). Nó được phát hành vào ngày 6 tháng 9 năm 1982 như là đĩa đơn thứ hai trích từ album bởi Virgin Records và Epic Records. Bài hát được đồng viết lời bởi tất cả những thành viên của Culture Club (Boy George, Jon Moss, Mikey Craig và Roy Hay), trong khi phần sản xuất được đảm nhiệm bởi Steve Levine, cộng tác viên quen thuộc xuyên suốt sự nghiệp của họ. Sau khi hai đĩa đơn đầu tiên của album "White Boy" và "I'm Afraid of Me" không đạt được thành công trên thị trường, "Do You Really Want to Hurt Me" được xem như nỗ lực cuối cùng của nhóm để đạt được một hợp đồng thu âm album. Đây là một bản new wave kết hợp với những yếu tố từ blue-eyed soul và reggae mang nội dung đề cập đến việc một người đàn ông cảm thấy bị tổn thương bởi sự lạnh nhạt từ người yêu, được lấy cảm hứng từ mối quan hệ lúc bấy giờ giữa George và Moss.
Sau khi phát hành, "Do You Really Want to Hurt Me" nhận được những phản ứng tích cực từ các nhà phê bình âm nhạc, trong đó họ đánh giá cao giai điệu hấp dẫn cũng như quá trình sản xuất nó. Ngoài ra, bài hát còn gặt hái nhiều giải thưởng và đề cử tại những lễ trao giải lớn, bao gồm một đề cử giải Grammy cho Trình diễn song tấu hoặc nhóm nhạc giọng pop xuất sắc nhất tại lễ trao giải thường niên lần thứ 26. "Do You Really Want to Hurt Me" cũng tiếp nhận những thành công ngoài sức tưởng tượng về mặt thương mại với việc đứng đầu các bảng xếp hạng ở 23 quốc gia trên toàn thế giới, bao gồm nhiều thị trường lớn như Úc, Áo, Bỉ, Canada, Pháp, Đức, Ireland, Thụy Điển, Thụy Sĩ và Vương quốc Anh, đồng thời lọt vào top 10 ở hầu hết những quốc gia nó xuất hiện, bao gồm vươn đến top 5 ở Đan Mạch, Ý, New Zealand và Na Uy. Tại Hoa Kỳ, nó đạt vị trí thứ hai trên bảng xếp hạng Billboard Hot 100 trong ba tuần liên tiếp, trở thành đĩa đơn đầu tiên của Culture Club vươn đến top 5 tại đây.
Video ca nhạc cho "Do You Really Want to Hurt Me" được đạo diễn bởi Julien Temple, trong đó bao gồm những cảnh George xuất hiện ở một phiên tòa trong tòa án, xen kẽ với những đoạn hồi tưởng về Câu lạc bộ Gargoyle, Soho năm 1936 và Câu lạc bộ sức khỏe Dolphin Square, Pimlico năm 1957. Kể từ khi phát hành, bài hát đã được hát lại và sử dụng làm nhạc mẫu bởi nhiều nghệ sĩ, như Diana King, Eric Benét, Blue Lagoon và Mase, cũng như xuất hiện trong nhiều tác phẩm điện ảnh và truyền hình, bao gồm The Day After Tomorrow, EastEnders, Gilmore Girls, Scream Queens và Without a Paddle. Ngoài ra, "Karma Chameleon" còn xuất hiện trong nhiều album tuyển tập của nhóm, như This Time – The First Four Years (1987), The Best of Culture Club (1989), At Worst... The Best of Boy George and Culture Club (1993) và Greatest Hits (2005). Tính đến nay, nó đã bán được hơn 5 triệu bản trên toàn cầu, trở thành một trong những đĩa đơn bán chạy nhất mọi thời đại.

## Danh sách bài hát
Đĩa 7" tại châu Âu và Anh quốc
1. "Do You Really Want to Hurt Me" – 4:22
2. "Do You Really Want to Hurt Me" (bản dub) – 3:38

Đĩa 12" tại châu Âu và Anh quốc
1. "Do You Really Want to Hurt Me" – 4:22
2. "Do You Really Want to Hurt Me" (bản dub) – 3:38
3. "Love Is Cold (You Were Never No Good)" – 4:23

Đĩa 7" tại Hoa Kỳ
1. "Do You Really Want to Hurt Me" – 4:22
2. "You Know I'm Not Crazy" – 3:35

## Xếp hạng
| Bảng xếp hạng (1982-83)                  | Vị trí cao nhất |
| ---------------------------------------- | --------------- |
| Úc (Kent Music Report)                   | 1               |
| Áo (Ö3 Austria Top 40)                   | 1               |
| Bỉ (Ultratop 50 Flanders)                | 1               |
| Canada (RPM)                             | 1               |
| Canada Adult Contemporary (RPM)          | 4               |
| Đan Mạch (IFPI)                          | 1               |
| Châu Âu (European Hot 100 Singles)       | 1               |
| Pháp (IFOP)                              | 1               |
| Đức (Official German Charts)             | 1               |
| Ireland (IRMA)                           | 1               |
| Ý (FIMI)                                 | 2               |
| Hà Lan (Dutch Top 40)                    | 2               |
| Hà Lan (Single Top 100)                  | 2               |
| New Zealand (Recorded Music NZ)          | 2               |
| Na Uy (VG-lista)                         | 2               |
| Nam Phi (Springbok Radio)                | 11              |
| Tây Ban Nha (AFYVE)                      | 7               |
| Thụy Điển (Sverigetopplistan)            | 1               |
| Thụy Sĩ (Schweizer Hitparade)            | 1               |
| Anh Quốc (OCC)                           | 1               |
| Hoa Kỳ Billboard Hot 100                 | 2               |
| Hoa Kỳ Adult Contemporary (Billboard)    | 8               |
| Hoa Kỳ Hot R&B/Hip-Hop Songs (Billboard) | 39              |

| Bảng xếp hạng (1982)                 | Vị trí |
| ------------------------------------ | ------ |
| Belgium (Ultratop 50 Flanders)       | 33     |
| France (IFOP)                        | 9      |
| Netherlands (Dutch Top 40)           | 20     |
| Netherlands (Single Top 100)         | 8      |
| New Zealand (Recorded Music NZ)      | 21     |
| UK Singles (Official Charts Company) | 5      |
| Bảng xếp hạng (1983)                 | Vị trí |
| Australia (Kent Music Report)        | 22     |
| Austria (Ö3 Austria Top 40)          | 3      |
| Canada (RPM)                         | 2      |
| Denmark (IFPI)                       | 12     |
| Germany (Official German Charts)     | 5      |
| Italy (FIMI)                         | 13     |
| US Billboard Hot 100                 | 11     |
| US Adult Contemporary (Billboard)    | 50     |

| Bảng xếp hạng (1980-89)              | Vị trí |
| ------------------------------------ | ------ |
| UK Singles (Official Charts Company) | 22     |

## Chứng nhận
| Quốc gia | Chứng nhận | Số đơn vị/doanh số chứng nhận |
| --- | ---------- | ----------------------------- |
| Canada (Music Canada) | Bạch kim   | 150.000^                      |
| Pháp (SNEP) | Vàng       | 1,040,000                     |
| Đức (BVMI) | Vàng       | 0^                            |
| Anh Quốc (BPI) | Vàng       | 500.000^                      |
| * Chứng nhận dựa theo doanh số tiêu thụ. ^ Chứng nhận dựa theo doanh số nhập hàng. ‡ Chứng nhận dựa theo doanh số tiêu thụ và phát trực tuyến. |            |                               |